# 頂潭
頂潭，是臺灣嘉義縣鹿草鄉的一個傳統地域名稱，位於該鄉南部略偏西。相較於今日行政區，其範圍大致包括施家村西南端、碧潭村不含北端及東部偏北地帶一小段、光潭村東北部邊界地帶、下潭村東北部不含該部分的東南側，以及因八掌溪河道變遷而劃出縣境的臺南市後壁區菁寮里、新嘉里交界地帶西北段。

## 歷史
台灣日治初期，頂潭地區為一街庄，稱為「頂潭庄」，隸屬於白鬚公潭堡。該庄西北邊一小段與龜佛山庄為鄰，北與竹仔腳庄為鄰，東北及東與施厝藔庄為鄰，東南邊及南邊隔八獎溪（八掌溪）與菁藔庄、白沙墩庄為界，西南邊及西邊為下潭庄。
1901年（日治明治三十四年）11月，全台廢縣廳改設二十廳，該庄隸屬於鹽水港廳。1903年（明治三十六年）6月，該庄編入「頂潭區」，隸屬於鹽水港廳。1909年（明治四十二年）10月，合併二十廳為十二廳，頂潭區改隸屬於嘉義廳。1920年（大正九年），全台地方制度大改正，廢十二廳改設五州二廳，該庄改制為「頂潭」大字，隸屬於臺南州東石郡鹿草庄。
戰後鹿草庄改制為鹿草鄉，隸屬於臺南縣，大字亦改制為村。1950年10月，雲、嘉、南分治，鹿草鄉改隸屬嘉義縣。

## 聚落
本地區發展較早的聚落有頂潭、竹圍後等，在日治期初期的官方地圖上已有記載。

## 交通
縣道163號是嘉義市市區至嘉義縣布袋鎮好美里的道路，經過本地區頂潭聚落。由該道路東北行可前往鹿草鄉鹿草市區、水上鄉、嘉義市西區，並止於縣道159號路口；西南行可前往義竹鄉、布袋鎮，並止於好美里。
縣道嘉33線是龜佛山至下潭的道路。
縣道嘉35線是鹿草至頂潭的道路。
縣道嘉36-1線是海豐至下潭的道路。

## 學校
- 碧潭國小（已停辦）